# Edixon Perea
Pour les articles homonymes, voir Perea.
Edixon Perea, né le 20 avril 1984 à Cali (Colombie), est un footballeur colombien, ayant évolué au poste d'attaquant. Au cours de sa carrière, il évolue à l'Atlético Huila, au Deportes Quindío, au Deportivo Pasto, à l'Atlético Nacional, aux Girondins de Bordeaux, au Grêmio Porto Alegre, à Las Palmas, au CD Cruz Azul, au Changchun Yatai et au Deportivo Cali ainsi qu'en équipe de Colombie.
Perea marque neuf buts lors de ses vingt-six sélections avec l'équipe de Colombie entre 2004 et 2008. Il participe à la Copa América en 2004 et en 2007 avec la Colombie.

## Biographie
Après avoir passé deux saisons à l'Atlético Nacional, il rejoint en août 2005 le club français des Girondins de Bordeaux où il signe pour une durée de quatre ans. Tout jeune international colombien, il arrive en Gironde avec la réputation d'un joueur rapide, technique et le surnom de « el Pitbull » du fait de sa combativité lorsqu'il est sur le terrain. Mais le manque de confiance du club le laisse sur le banc des remplaçants et il ne jouera la plupart du temps que les dernières minutes des matchs. Il ne s'adapte pas au jeu défensif français, manquant de présence et de vivacité.
Cependant, ses bons résultats en équipe nationale de Colombie, contredisent ses maigres performances à Bordeaux. Son excellente participation lors de la Copa America 2007 où il marque contre le Brésil lui permet justement de rebondir au Brésil ou il est transféré au Gremio (club de Porto Alegre) pour un montant de 800 000 euros.
La confiance que lui accorde son nouveau club lui permet d'exploiter son potentiel puisque fin mars 2008, il a marqué huit buts en onze titularisations.

## Carrière

### En club
- 1998-2001 : Atlético Huila  Colombie
- 2001-2002 : Deportes Quindío  Colombie
- 2002-2003 : Deportivo Pasto  Colombie
- 2003-2005 : Atlético Nacional  Colombie
- 2005-Déc. 2007 : Girondins de Bordeaux  France
- 2008-2010 : Grêmio Porto Alegre  Brésil
- 2010-2011 : UD Las Palmas  Espagne
- 2011-2012 : CD Cruz Azul  Mexique
- 2012-déc. 2012 : Changchun Yatai  Chine
- 2013 : Deportivo Cali  Colombie
- 2013 : Budapest Honvéd  Hongrie

### International
| Type de match                    | Date            | Match                  | Résultat | Minute     |
| -------------------------------- | --------------- | ---------------------- | -------- | ---------- |
| Match amical                     | 6 février 2008  | Uruguay- Colombie      | 2-2      | 23e et 73e |
| Copa América 2007                | 2 juillet 2007  | Argentine- Colombie    | 4-2      | 10e        |
| Match amical                     | 23 juin 2007    | Colombie- Équateur     | 3-1      | 79e        |
| Match amical                     | 25 mars 2007    | Colombie- Suisse       | 3-1      | 5e         |
| Eliminatoire Coupe du monde 2006 | 4 juin 2005     | Colombie- Pérou        | 5-0      | 78e        |
| Match amical                     | 23 février 2005 | Mexique- Colombie      | 1-1      | 58e        |
| Match amical                     | 15 janvier 2005 | Colombie- Corée du Sud | 2-1      | 75e        |
| Copa América 2004                | 9 juillet 2004  | Bolivie- Colombie      | 0-1      | 90e        |

## Palmarès

### En équipe nationale
- 26 sélections et 9 buts avec l'équipe de Colombie entre 2004 et 2008[1]

### Avec l'Atlético Nacionali
- Vainqueur du Championnat de Colombie en 2005 (Tournoi d'ouverture)

### Avec les Girondins de Bordeaux
- Vainqueur de la Coupe de la Ligue en 2007